# František Faustin Procházka

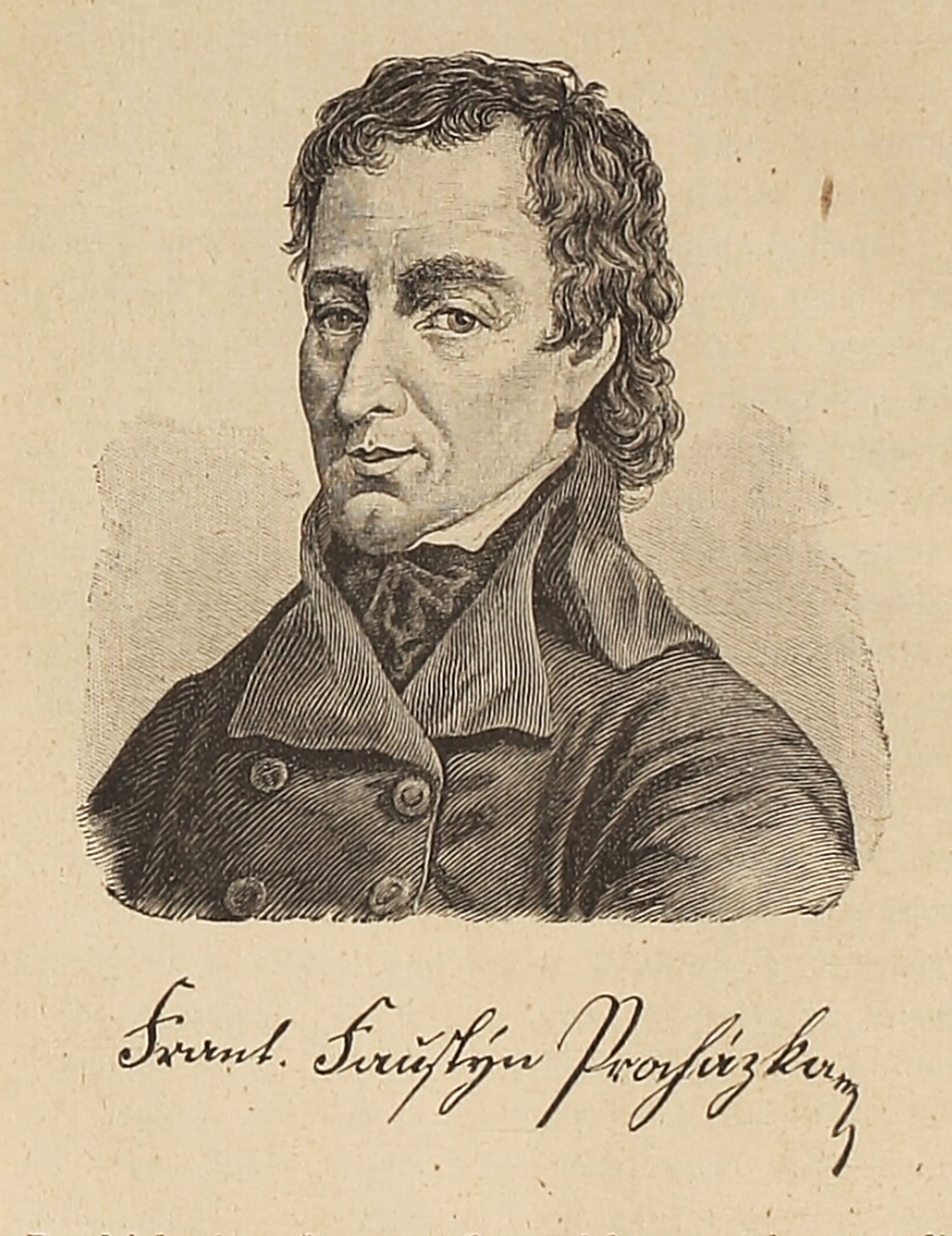
František Faustin Procházka.

František Faustin Procházka, född 13 januari 1749 i Nová Paka, död 2 december 1809 i Prag, var en tjeckisk språkforskare.
Procházka inträdde 1767 i ett mähriskt paulinkloster, där han antog namnet Faustin, och prästvigdes 1772. Han blev, efter ordens upphävande, censor och inspektör för Prags gymnasier, 1807 överdirektör för alla läroverk i Böhmen samt för universitetsbiblioteket i Prag. Tillsammans med Václav Fortunát Durych utgav han en för sin tid utmärkt tjeckisk översättning av Nya (1778) och Gamla testamentet (1780) samt en reviderad ny upplaga av det förra 1786 med jämförande textundersökningar. Bland hans övriga lärda arbeten märks De sæcularibus liberalium artium in Bohemia et Moravia fatis commentarius (1782) och Miscellaneen der böhmischen und mährischen Literatur, seltener Werke und verschiedener Handschriften (1784). Dessutom utgav han en mängd äldre böhmiska skrifter, däribland Dalimilkrönikan och arbeten av Erasmus av Rotterdam.